# Большая иглохвостка
Большая иглохвостка (лат. Synallaxis hypochondriaca) — вид воробьиных птиц из семейства печниковых. Подвидов не выделяют. Эндемик Перу. Ранее данный вид помещали в монотипический род Siptornopsis, но молекулярно-филогенетические исследования показали, что он относится к роду Synallaxis.

## Описание
Большая иглохвостка достигает длины 17—19 см и весит от 23 до 26 г. Половой диморфизм не выражен У взрослых особей широкая белая надбровная дуга, уздечка и кроющие перья ушей тёмные, область скул кремово-беловатая. Верхняя часть головы тускло-коричневая со слабыми охристыми прожилками на лбу. Спина светло-коричневая, а надхвостье и кроющие перья хвоста серовато-коричневые. Кроющие перья крыльев рыжевато-коричневые, а маховые перья тёмные с рыжевато-коричневыми краями. Градуированный хвост тёмно-коричневого цвета. Горло белое, грудь и бока белые с коричнево-серыми прожилками, а брюхо и нижние кроющие перья хвоста белые. Радужная оболочка от каштанового до красновато-коричневого цвета, надклювье сине-чёрное с тёмным кончиком, подклювье от черного до тёмно-серого цвета, а ноги и ступни синевато-серые. У молодых особей меньше прожилок на нижней части тела, чем у взрослых, подклювье бледнее.
Песня представляет собой громкую, быструю, ускоряющуюся/замедляющуюся серию нот «thk», перемежаемая носовыми нотами «dew». Птицы обычно поют дуэтом. Позывки включают в себя «tchee-tchee» или «tu-ter-chee- chee- chee».

## Распространение
Большая иглохвостка является эндемиком Перу. Ареал ограничен верхней частью долины реки Мараньон на севере Перу. Встречается в четырех регионах: юг Амасонаса, юго-восток Кахамарки, восток Ла-Либертада и север Анкаша. 

## Биология
Большая иглохвостка обитает в засушливых горных ландшафтах с густым кустарником, кактусами и деревьями родов Acacia, Bombax и Alnus. Встречается на высоте от 2000 до 3000 м над уровнем моря. Ведёт оседлый образ жизни. Питается в основном членистоногими; добывает пищу поодиночке, парами или небольшими семейными группами в подлеске на высоте примерно 2 м от земли, иногда на земле; подбирает добычу с листвы и мелких веток. Гнездо представляет собой большой шар из колючих веток с боковым входом. Биология размножения не описана.

## Охранный статус
Первоначально МСОП оценивал большую иглохвостку как уязвимый вид (VU), но с 2020 года оценил его как близкий к уязвимому положению (NT). Ареал вида ограничен, и считается, что его численность, оцениваемая в 6000—15000 взрослых особей, сокращается. Данный вид строго зависит от горных засушливых зарослей и, как таковой, чувствителен к потере среды обитания и деградации мест обитания. Осушение земель в бассейне реки Мараньон культивируется в течение длительного времени, и среда обитания в долине постепенно ухудшается.